# Václav Pilař
Václav Pilař (Chlumec nad Cidlinou, 13 ottobre 1988) è un calciatore ceco, attaccante dell'Hradec Králové.

## Carriera

### Club

#### Zenit Čáslav
Nel 2009 viene ceduto allo Zenit Čáslav, in cui fa solo una presenza, la sconfitta contro lo Sparta Praga II per 4-2.

#### Hradec Králové
Debutta in Gambrinus Liga il 17 luglio 2010 con il Hradec Králové nella vittoria casalinga per 2-1 contro lo Sparta Praga, dove segna il gol partita.
La sua ultima presenza con Il Hradec Králové risale al 28 maggio 2011 nella sconfitta fuori casa per 3-1 contro lo Sparta Praga, in cui arriva il suo ultimo gol al 79', per poi essere sostituito 2 minuti dopo da Marek Jandík.

#### Viktoria Plzeň
Debutta con il Viktoria Plzeň il 12 luglio 2011 nella vittoria fuori casa per 0-4 contro il Pyunik in Champions League.
Debutta in campionato con il Viktoria Plzeň il 30 luglio 2011 nel pareggio casalingo per 2-2 contro lo Slovan Liberec quando viene sostituito al 58' da Petr Trapp.
Segna il primo gol con il Viktoria in Gambrinus Liga il 12 agosto 2011 nella vittoria casalinga per 2-0 contro il Teplice.
Segna la prima doppietta con il Viktoria Plzeň il 20 agosto 2011 nella vittoria fuori casa per 2-0 contro il Dukla Praga.
Il 23 ottobre 2011 fa il suo primo gol con il Viktoria Plzeň contro il Viktoria Žižkov portando la squadra sul 2-1, la partita finirà poi 4-1.
L'ultimo gol con il Viktoria è del 2 dicembre 2011 nella vittoria casalinga per 4-1 contro il Bohemians 1905 quando viene sostituito all'87' da Jakub Hora.

#### Wolfsburg
Dopo aver rinnovato il contratto con il Viktoria, Pilař ha firmato un contratto in Germania, per il Wolfsburg.
Poco dopo il suo arrivo nella squadra tedesca però il giocatore subisce un grave infortunio ai legamenti del ginocchio, che gli impedisce di giocare per tutta la stagione.

#### Friburgo
Nel giugno 2013 il giocatore passa in prestito al Friburgo.

### Nazionale

#### Nazionale Under-21
Fa la sua unica presenza con la Repubblica Ceca U-21 l'11 agosto 2010 nella vittoria casalinga per 5-0 contro il San Marino U-21 subentrando al 59' a Jacob Lensky.

#### Nazionale maggiore
Debutta in nazionale il 4 giugno 2011 nel pareggio in casa per 0-0 contro il Perù quando subentra al 46' a Martin Fenin.
Segna il suo primo gol con la nazionale l'11 novembre 2011 nella vittoria per 2-0 contro il Montenegro al 63', venendo sostituito al 90' da Daniel Kolář.
L'8 giugno 2012 esordisce da titolare agli Europei nella partita contro la Russia (4-1) segnando la rete della bandiera per i cechi al 52' su assist di Jaroslav Plašil, momentaneo 2-1.

## Statistiche

### Presenze e reti nei club
Statistiche aggiornate al 30 maggio 2015.
| Stagione              | Squadra               | Campionato            | Campionato | Campionato | Coppe nazionali | Coppe nazionali | Coppe nazionali | Coppe continentali | Coppe continentali | Coppe continentali | Altre coppe | Altre coppe | Altre coppe | Totale | Totale |
| Stagione              | Squadra               | Comp                  | Pres       | Reti       | Comp            | Pres            | Reti            | Comp               | Pres               | Reti               | Comp        | Pres        | Reti        | Pres   | Reti   |
| --------------------- | --------------------- | --------------------- | ---------- | ---------- | --------------- | --------------- | --------------- | ------------------ | ------------------ | ------------------ | ----------- | ----------- | ----------- | ------ | ------ |
| 2006-2007             | Hradec Králové        | DL                    | 27         | 2          | PČ              | 0               | 0               | -                  | -                  | -                  | -           | -           | -           | 27     | 2      |
| 2007-2008             | Hradec Králové        | DL                    | 21         | 7          | PČ              | 0               | 0               | -                  | -                  | -                  | -           | -           | -           | 21     | 7      |
| 2008-gen. 2009        | Hradec Králové        | DL                    | 9          | 0          | PČ              | 0               | 0               | -                  | -                  | -                  | -           | -           | -           | 9      | 0      |
| Totale Hradec Králové | Totale Hradec Králové | Totale Hradec Králové | 57         | 9          |                 | 0               | 0               |                    | -                  | -                  |             | -           | -           | 57     | 9      |
| gen.-giu. 2009        | Zenit Čáslav          | DL                    | 1          | 0          | PČ              | 0               | 0               | -                  | -                  | -                  | -           | -           | -           | 1      | 0      |
| 2009-2010             | Hradec Králové        | DL                    | 26         | 11         | PČ              | 2               | 0               | -                  | -                  | -                  | -           | -           | -           | 28     | 11     |
| 2010-2011             | Hradec Králové        | GL                    | 28         | 3          | PČ              | 0               | 0               | -                  | -                  | -                  | -           | -           | -           | 28     | 3      |
| Totale Hradec Králové | Totale Hradec Králové | Totale Hradec Králové | 54         | 14         |                 | 2               | 0               |                    | -                  | -                  |             | -           | -           | 56     | 14     |
| 2011-2012             | Viktoria Plzeň        | GL                    | 25         | 7          | PČ              | 2               | 0               | UCL                | 14                 | 3                  | -           | -           | -           | 41     | 10     |
| 2012-2013             | Wolfsburg             | BL                    | 0          | 0          | CG              | 0               | 0               | -                  | -                  | -                  | -           | -           | -           | 0      | 0      |
| 2013-2014             | Friburgo              | BL                    | 6          | 0          | CG              | 0               | 0               | UEL                | 0                  | 0                  | -           | -           | -           | 6      | 0      |
| Totale carriera       | Totale carriera       | Totale carriera       | 143        | 30         |                 | 4               | 0               |                    | 14                 | 3                  |             | -           | -           | 161    | 33     |

### Cronologia presenze e reti in nazionale

#### Nazionale maggiore
| Cronologia completa delle presenze e delle reti in nazionale ― Rep. Ceca | Cronologia completa delle presenze e delle reti in nazionale ― Rep. Ceca | Cronologia completa delle presenze e delle reti in nazionale ― Rep. Ceca | Cronologia completa delle presenze e delle reti in nazionale ― Rep. Ceca | Cronologia completa delle presenze e delle reti in nazionale ― Rep. Ceca | Cronologia completa delle presenze e delle reti in nazionale ― Rep. Ceca | Cronologia completa delle presenze e delle reti in nazionale ― Rep. Ceca | Cronologia completa delle presenze e delle reti in nazionale ― Rep. Ceca |
| Data                                                                     | Città                                                                    | In casa                                                                  | Risultato                                                                | Ospiti                                                                   | Competizione                                                             | Reti                                                                     | Note                                                                     |
| ------------------------------------------------------------------------ | ------------------------------------------------------------------------ | ------------------------------------------------------------------------ | ------------------------------------------------------------------------ | ------------------------------------------------------------------------ | ------------------------------------------------------------------------ | ------------------------------------------------------------------------ | ------------------------------------------------------------------------ |
| 4-6-2011                                                                 | Matsumoto                                                                | Rep. Ceca                                                                | 0 – 0                                                                    | Perù                                                                     | Coppa Kirin                                                              | -                                                                        | 46’                                                                      |
| 7-6-2011                                                                 | Yokohama                                                                 | Giappone                                                                 | 0 – 0                                                                    | Rep. Ceca                                                                | Coppa Kirin                                                              | -                                                                        | 83’                                                                      |
| 6-9-2011                                                                 | Praga                                                                    | Rep. Ceca                                                                | 4 – 0                                                                    | Ucraina                                                                  | Amichevole                                                               | -                                                                        |                                                                          |
| 11-10-2011                                                               | Kaunas                                                                   | Lituania                                                                 | 1 – 4                                                                    | Rep. Ceca                                                                | Qual. Euro 2012                                                          | -                                                                        | 70’                                                                      |
| 11-11-2011                                                               | Praga                                                                    | Rep. Ceca                                                                | 2 – 0                                                                    | Montenegro                                                               | Qual. Euro 2012                                                          | 1                                                                        | 45’ 90’                                                                  |
| 15-11-2011                                                               | Podgorica                                                                | Montenegro                                                               | 0 – 1                                                                    | Rep. Ceca                                                                | Qual. Euro 2012                                                          | -                                                                        | 69’                                                                      |
| 29-2-2012                                                                | Dublino                                                                  | Irlanda                                                                  | 1 – 1                                                                    | Rep. Ceca                                                                | Amichevole                                                               | -                                                                        | 67’                                                                      |
| 26-5-2012                                                                | Graz                                                                     | Rep. Ceca                                                                | 1 – 1                                                                    | Israele                                                                  | Amichevole                                                               | -                                                                        |                                                                          |
| 1-6-2012                                                                 | Praga                                                                    | Rep. Ceca                                                                | 1 – 2                                                                    | Ungheria                                                                 | Amichevole                                                               | -                                                                        | 73’                                                                      |
| 8-6-2012                                                                 | Breslavia                                                                | Rep. Ceca                                                                | 1 – 4                                                                    | Russia                                                                   | Euro 2012 - 1º turno                                                     | 1                                                                        |                                                                          |
| 12-6-2012                                                                | Breslavia                                                                | Rep. Ceca                                                                | 2 – 1                                                                    | Grecia                                                                   | Euro 2012 - 1º turno                                                     | 1                                                                        |                                                                          |
| 16-6-2012                                                                | Breslavia                                                                | Polonia                                                                  | 0 – 1                                                                    | Rep. Ceca                                                                | Euro 2012 - 1º turno                                                     | -                                                                        | 87’                                                                      |
| 21-6-2012                                                                | Varsavia                                                                 | Rep. Ceca                                                                | 0 – 1                                                                    | Portogallo                                                               | Euro 2012 - Quarti di finale                                             | -                                                                        |                                                                          |
| 15-8-2012                                                                | Leopoli                                                                  | Ucraina                                                                  | 0 – 0                                                                    | Rep. Ceca                                                                | Amichevole                                                               | -                                                                        | 65’                                                                      |
| 3-9-2014                                                                 | Praga                                                                    | Rep. Ceca                                                                | 0 – 1                                                                    | Stati Uniti                                                              | Amichevole                                                               | -                                                                        | 46’                                                                      |
| 9-9-2014                                                                 | Praga                                                                    | Rep. Ceca                                                                | 2 – 1                                                                    | Paesi Bassi                                                              | Qual. Euro 2016                                                          | 1                                                                        | 66’                                                                      |
| 10-10-2014                                                               | Istanbul                                                                 | Turchia                                                                  | 1 – 2                                                                    | Rep. Ceca                                                                | Qual. Euro 2016                                                          | -                                                                        | 68’                                                                      |
| 13-10-2014                                                               | Astana                                                                   | Kazakistan                                                               | 2 – 4                                                                    | Rep. Ceca                                                                | Qual. Euro 2016                                                          | -                                                                        | 69’                                                                      |
| 16-11-2014                                                               | Plzeň                                                                    | Rep. Ceca                                                                | 2 – 1                                                                    | Islanda                                                                  | Qual. Euro 2016                                                          | -                                                                        | 65’                                                                      |
| 28-3-2015                                                                | Praga                                                                    | Rep. Ceca                                                                | 1 – 1                                                                    | Lettonia                                                                 | Qual. Euro 2016                                                          | 1                                                                        | 46’                                                                      |
| 31-3-2015                                                                | Žilina                                                                   | Slovacchia                                                               | 1 – 0                                                                    | Rep. Ceca                                                                | Amichevole                                                               | -                                                                        | 61’                                                                      |
| 12-6-2015                                                                | Reykjavík                                                                | Islanda                                                                  | 2 – 1                                                                    | Rep. Ceca                                                                | Qual. Euro 2016                                                          | -                                                                        | 67’                                                                      |
| Totale                                                                   |                                                                          | Presenze                                                                 | 22                                                                       |                                                                          | Reti                                                                     | 5                                                                        |                                                                          |

#### Nazionale Under-21
| Cronologia completa delle presenze e delle reti in nazionale ― Rep. Ceca under 21 | Cronologia completa delle presenze e delle reti in nazionale ― Rep. Ceca under 21 | Cronologia completa delle presenze e delle reti in nazionale ― Rep. Ceca under 21 | Cronologia completa delle presenze e delle reti in nazionale ― Rep. Ceca under 21 | Cronologia completa delle presenze e delle reti in nazionale ― Rep. Ceca under 21 | Cronologia completa delle presenze e delle reti in nazionale ― Rep. Ceca under 21 | Cronologia completa delle presenze e delle reti in nazionale ― Rep. Ceca under 21 | Cronologia completa delle presenze e delle reti in nazionale ― Rep. Ceca under 21 |
| Data                                                                              | Città                                                                             | In casa                                                                           | Risultato                                                                         | Ospiti                                                                            | Competizione                                                                      | Reti                                                                              | Note                                                                              |
| --------------------------------------------------------------------------------- | --------------------------------------------------------------------------------- | --------------------------------------------------------------------------------- | --------------------------------------------------------------------------------- | --------------------------------------------------------------------------------- | --------------------------------------------------------------------------------- | --------------------------------------------------------------------------------- | --------------------------------------------------------------------------------- |
| 11-8-2010                                                                         | Praga                                                                             | Rep. Ceca under 21                                                                | 5 – 0                                                                             | San Marino under 21                                                               | Qual. Euro 2011                                                                   | -                                                                                 |                                                                                   |
| Totale                                                                            |                                                                                   | Presenze                                                                          | 1                                                                                 |                                                                                   | Reti                                                                              | 0                                                                                 |                                                                                   |

## Palmarès

### Club

#### Competizioni nazionali
- Supercoppa ceca di calcio: 1

Viktoria Plzeň: 2011